# Tineke Wibaut-Guilonard
Valentine Elisabeth „Tineke“ Wibaut-Guilonard (* 21. Mai 1922 in Rotterdam; † 6. Oktober 1996 in Hulshorst, Nunspeet) war eine niederländische Widerstandskämpferin im Zweiten Weltkrieg und Soziologin.

## Leben
Tineke Wibaut-Guilonard war die Tochter des Luftfahrtpioniers Pieter Guilonard (1895–1939) und der Valentine Elisabeth Schilleman (1900–1992). Ihr Vater war unter Albert Plesman Direktor der KLM Royal Dutch Airlines. Sie wuchs als Einzelkind in der Nähe des Flughafens Waalhaven in Rotterdam auf und besuchte das dortige Gymnasium. Nach dem Umzug der Familie lebte sie am Nieuwemeerdijk 503 in Amsterdam-Haarlemmermeer in der Nähe des Flughafens Amsterdam Schiphol. Sie war ab 1934 Schülerin des Amsterdamer Lyzeums, wo sie sich mit ihrem späteren Ehemann Frank Peter Wibaut (1922–1996) anfreundete, als sie 1937 eine Klasse wiederholen musste, in der er Schüler war. Durch die Schilderungen ihres Vaters über die Novemberpogrome 1938, die er während einer Geschäftsreise in Bremen miterlebte, und seine Weigerung, danach geschäftliche Verhandlungen über den Kauf neuer Flugzeuge mit den Deutschen zu führen, stand sie dem NS-Staat schon früh ablehnend gegenüber. Im März 1939 kam ihr Vater bei einem Absturz während eines Testflugs mit einer Boeing 307 in der Nähe von Seattle ums Leben.

### Zweiter Weltkrieg
Als 1941 alle jüdischen Schüler das Amsterdamer Lyzeum verlassen mussten, begann Tineke Wibaut-Guilonard sich aktiv im niederländischen Widerstand zu engagieren. Mit Klassenkameraden suchte sie geeignete Verstecke für jüdische Mitschüler und Lehrer, die untertauchen mussten, besorgte Lebensmittelkarten sowie falsche Personalausweise und erledigte unter dem Decknamen „Thea Beerens“ Aufträge für Jan van Mierlo (Deckname „Fons“) von der bewaffneten Amsterdamer Widerstandsgruppe CS-6.
Als die Gruppe verraten wurde, wurde Tineke Guilonard am 17. September 1943 in ihrem Versteck in Zeist gefangen genommen und über Monate im Huis van bewaring II (Amsterdamer Internierungslager) in Einzelhaft festgehalten. Sie gab sich als unwissende Geliebte von Fons aus und entging so der Erschießung. Eine große Anzahl von CS-6-Mitgliedern wurde erschossen. Am 2. Januar 1944 wurde Tineke Guilonard in das KZ Herzogenbusch deportiert und war am 15. Januar eine der Frauen, die dort Opfer des als Bunkerdrama von Vught bekannt gewordenen Verbrechens wurden. Sie überlebte es und sagte später: „Alles, was danach kam, egal wie schrecklich, diese Nacht war immer schlimmer“. In den folgenden 15 Monaten wurde sie nach dem KZ Herzogenbusch im KZ Ravensbrück und in Reichenbach in einem KZ-Außenlager des KZ Groß-Rosen eingesperrt. Sie schloss enge Freundschaften mit Mien Elffers-Harmsen und Mientje Pooters, mit denen sie alle Lager sowie den wochenlangen Transport in den Westen zu Fuß und in überfüllten Zugwaggons im Winter 1944/45 überlebte. Am 14. April 1945 wurde Tineke Guilonard aus dem Außenlager Salzwedel des KZ Neuengamme befreit und kehrte am 1. Juni zu ihrer Mutter nach Amstelveen zurück.

### Nachkriegszeit
Von 1946 bis 1948 studierte Tineke Wibaut-Guilonard Soziographie an der Universiteit van Amsterdam. Am 5. Juli 1947 heiratete sie in Amsterdam ihren früheren Mitschüler und Jugendfreund aus dem Widerstand, den Allgemeinmediziner und späteren Sexualwissenschaftler Frank Wibaut. Anfang der 1950er Jahre wurden ihr Sohn Frank Pieter (1951–2022) und ihre Tochter Anneruth (* 1953) geboren. In den 1960er und 1970er Jahren setzte sie sich entschieden für die Frauenemanzipation und die Jugend-, Abtreibungs- und Drogenberatung ein. Sie war im Vorstand der Nederlandse Vereniging voor Seksuele Hervorming NVSH (Niederländischer Verein für Sexualreform), des Jongeren Advies Centrum JAC (Jugendberatungszentrum) und war 1967 Mitbegründerin der Schorer-Stiftung, die die psychologische und physische Gesundheitsfürsorge für homosexuelle Männer und Frauen unterstützte.
Mit einigen der überlebenden Freundinnen aus den Konzentrationslagern traf sich Tineke Wibaut-Guilonard jährlich am 14. April, um die Befreiung zu feiern und der Getöteten zu gedenken. Ihr Kriegstrauma verursachte langjährige Albträume und Panikattacken. Zur Aufarbeitung schrieb sie 1983 das Buch Zo ben je daar über ihre Kriegserlebnisse, das von Atie Siegenbeek-van Heukelom illustriert wurde. In der Folge bemühte sie sich, zur Information und Aufklärung über den Zweiten Weltkrieg beizutragen. Sie beschäftigte sich bereits in den 1970er Jahren intensiv mit den Problemen der „zweiten Generation“ und der Hilfe für Kinder von Kriegsopfern, zu denen sie ausdrücklich auch die Kinder von Eltern zählte, die auf der Seite der Besatzer gestanden hatten.
In späteren Jahren lebte Tineke Wibaut-Guilonard in ihrem Haus in Hulshorst in der Veluwe und pflegte ihren leidenden Ehemann, bis sie Mitte der 1990er Jahre selbst unheilbar erkrankte. Nachdem sie gemeinsam beschlossen hatten, ihr Leben selbst zu beenden, starben sie am 6. Oktober 1996 im Beisein ihrer Kinder durch Suizid.

## Auszeichnungen und Gedenken
Zusammen mit ihrem Mann wurde Tineke Wibaut-Guilonard am 29. Mai 1983 für ihr Engagement im Widerstand mit dem Ehrentitel Gerechter unter den Völkern durch Yad Vashem ausgezeichnet. 1989 erhielt sie die Ehrenmedaille der Stichting Kunstenaarsverzet 1942-1945 und 1995 den Dr. J.P. van Praag-prijs der Humanistischen Gesellschaft.
Der schriftliche Nachlass von Tineke Wibaut-Guilonard wurde im Atria, instituut voor vrouwengeschiedenis katalogisiert. 2007 wurde in Amstelveen die Tineke Guilonardlaan nach ihr benannt, ebenso 2018 die Tineke Guilonardbrug in Amsterdam Nieuw-West. 2022 wurde im selben Stadtbezirk an der Ecke Burgemeester Eliasstraat/Burgemeester van Tienhovengracht eine Gedenktafel mit Informationen zu ihr aufgestellt. Tineke Wibaut-Guilonards Tochter Anneruth gab 2022 das teilweise auf den Tagebüchern ihrer Mutter basierende Buch Toen mijn vader mij maakte heraus, das eine „äußerst genaue Rekonstruktion der Kriegserlebnisse ihrer Eltern, über den Widerstand und wie sie verraten wurden“ enthält sowie „die Auswirkungen der Nachkriegszeit auf die Kinder“.

## Veröffentlichungen (Auswahl)
- M.L. van der Most, L. van Ravesteijn, Tineke Wibaut-Guilonard: De tweede generatie, Maandblad Geestelijke Volksgezondheid 28, 227-31, 1973
- Zo ben je daar. Kampervaringen, Illustrationen von Atie Siegenbeek van Heukelom, Ploegsma, Amsterdam 1983, ISBN 978-9-0216-0625-5
- 1945 en de kinderen zwegen, Amsterdam: Stichting Educatieve Beeldvorming Vervolging Onderdrukking en Verzet, 1991, ISBN 978-9-0900-4191-9
- Kamp Vught: 1943-1944: Bunker En Krematorium, Amsterdam 1991
- Ed Mager, Tineke Wibaut-Guilonard: Kamp Vught 1943-1944: Eindpunt... of Tussenstation, Amsterdam 1994
- Kamp Vught 1943-1944: In Gevangenschap Getekend, Stichting Vriendenkring Nationaal Monument Vught, Amsterdam 1995